# June Allyson
June Allyson (nacida Eleanor Geisman; Westchester, Nueva York, 7 de octubre de 1917-Ojai, California, 8 de julio de 2006) fue una actriz de cine estadounidense, una de las más populares entre las décadas de 1940 y 1950.

## Biografía
Nacida en el popular barrio del Bronx neoyorquino, no pasó una infancia fácil. Sus padres se separaron siendo ella aún bebé y su madre se vio obligada a trabajar de telefonista y cajera en un restaurante mientras la niña era criada por los abuelos. Un terrible accidente casi le costó la vida a los 8 años, cuando la rama de un árbol le cayó encima mientras paseaba en bicicleta con su perro terrier, matando a su mascota y sufriendo ella fractura de cráneo y espalda, obligándola a rehabilitarse hasta los 12 años con terapias de natación y baile.
Cuando su madre se volvió a casar, su situación financiera mejoró y se inscribió en una academia de baile y participó en concursos de baile bajo el nombre artístico de Elaine Peters. Con la muerte de su padrastro, abandonó el instituto y empezó a trabajar como bailarina de claqué en un club en Montreal. Luego regresó a Nueva York y encontró trabajo como actriz participando en cortometrajes de Educational Pictures. Cuando esta cerró, se mudó a Vitagraph y protagonizó o coprotagonizó cortometrajes musicales. Debutó en 1938 en una comedia musical en Broadway a la edad de 20 años, y apareció en el largometraje Best Foot Forward (1943), al haber sido seleccionada dos años antes para la obra teatral. Su carrera abundó en éxitos musicales, como Thousands Cheer and Good News! (1947), y firmó un importante contrato con la Metro Goldwyn Mayer que en 1949 la llevó a interpretar (entre otros filmes) el papel de "Jo" March en el exitoso filme "Mujercitas" basado en el libro clásico del mismo nombre de Louisa May Alcott. El estudio la promocionó como una joven estrella recién llegada, ocultando su carrera de más de cinco años sobre el escenario y en pantalla y su edad, dando como su año de nacimiento 1922 o 1923.
El 19 de agosto de 1945, contrajo matrimonio con el actor Dick Powell a pesar de la oposición de la MGM. Tuvieron dos hijos, Pamela, adoptada en 1948, y Richard, que Allyson dio a luz en 1950. En 1963, año en que falleció Powell, se casó con Alfred Glenn Maxwell, el peluquero personal del actor, de quien se separó al cabo de unos meses. En 1973, David Ashrow, dentista reconvertido en actor, se convirtió en su tercer y último marido.
A partir de los años 1950, caracterizó el papel de chica sensible y bondadosa, que le permitió destacarse en películas como The Girl in White (1952), Música y lágrimas (1954) o El mundo es de las mujeres (1954) de Jean Negulesco. En 1951 ganó el Globo de Oro a la mejor actriz de comedia por su papel en la película Demasiado joven para besar, donde interpretaba a la niña prodigio de 13 años Molly Potter y a su hermana mayor, la pianista Cynthia Potter. 
La riqueza de Powell hizo posible que Allyson se retirara efectivamente del espectáculo tras su muerte, haciendo solo esporádicas apariciones en programas de entrevistas y variedades. En su nombre se involucró en trabajos caritativos, defendiendo la investigación de las enfermedades urológicas y ginecológicas en personas mayores, apareciendo por ello en anuncios publicitarios de productos para la incontinencia urinaria en adultos de la corporación Kimberly-Clark y estableciendo la Fundación June Allyson para la Conciencia Pública y la Investigación Médica.
En 1982 publicó su autobiografía y como amiga personal de Nancy y Ronald Reagan, fue invitada habitual en las cenas de la Casa Blanca en los años 1980. En 1988, Reagan la nombró miembro del Consejo Federal sobre Envejecimiento. Allyson y su esposo David Ashrow, apoyaron activamente la recaudación de fondos para los museos James Stewart y Judy Garland; tanto Stewart como Garland habían sido amigos íntimos. 
En 2003 hubo de someterse a un implante de cadera y desde entonces su salud se deterioró. Con su esposo junto a ella, murió el 8 de julio de 2006 debido a un fallo respiratorio en su casa en Ojai, California.

## Filmografía
- Best Foot Forward (1943)
- Girl Crazy (1943)
- Two Girls and A Sailor (1944)
- Meet the People (1944)
- Music for Millions (1944)
- The Sailor Takes a Wife (1945)
- Her Highness and The Bellboy (1945)
- Dos hermanas de Boston (1946)
- The Secret Heart (1946)
- Good News (1947)
- High Barbaree (1947)
- Los tres mosqueteros (1948)
- Words and Music (1948)
- The Bride Goes Wild (1948)
- Mujercitas (1949)
- The Stratton Story (1949)
- The Reformer and The Redhead (1950)
- Right Cross (1950)
- Too Young to Kiss (1951)
- The Girl in White (1952)
- Battle Circus (1953)
- Remains to Be Seen (1953)
- La torre de los ambiciosos de Robert Wise (1954)
- Música y lágrimas (1954)
- El mundo es de las mujeres (1954)
- Strategic Air Command (1955)
- The McConnell Story (1955)
- The Shrike (1955)
- The Opposite Sex (1956)
- You Can't Run Away From It (1956)
- My Man Godfrey (1957)
- Interlude (1957)
- Stranger in My Arms (1959)
- Sólo matan a sus dueños (1972)
- Letters From Three Lovers (1973)
- Curse of the Black Widow (1976)
- Blackout/Blackout (1978)
- Vegas (1978)
- Three on a Date (1978)
- The Kid With the Broken Halo (1982)
- That's Entertainment! III (1994)